# 畠山義有
畠山 義有（はたけやま よしあり）は、室町時代中期の大名。治部少輔、阿波守。妻は竹内氏。

## 生涯
能登畠山氏・畠山義忠の嫡男として生まれる。
文人大名として有名で、石清水八幡宮に和歌百種の奉納を行った。また、自邸で歌会を催すだけでなく、北野社で歌会を行うなどその歌名は高く、のちの能登畠山家の文化的成熟の礎を築いた。
永享11、12年（1439年、1440年）頃、大和国方面に出兵した際、陣中で病没した。父に先立っての死去であった。家督は、義忠から義有の嫡子・義統に継がれた。

## 系譜
- 父：畠山義忠
- 母：不詳
- 妻：賀茂神社社家・竹内氏の娘
  - 畠山義統
- 生母不明
  - 畠山政国